# فهرست مناطق حفاظت‌شده ارمنستان
این فهرستی از مناطق حفاظت‌شده در ارمنستان است که: به صورت ۴ پارک ملی، ۳ ذخایر دولتی، ۲۶ پناهگاه حیات وحش و ۵ باغ گیاه‌شناسی رده‌بندی شده است.

## پارک‌های ملی
| نام                  | نام به زبان ارمنی     | تصویر | استان           | مساحت                          | بنیان‌گذاری‌شده                                    |
| -------------------- | --------------------- | ----- | --------------- | ------------------------------ | ------------------------------------------------ |
| پارک ملی دیلیجان     | Դիլիջան ազգային պարկ  |       | استان تاووش     | ۲۴۰ کیلومتر مربع ۹۳ مایل مربع  | 1958 as a state reserve, 2002 as a national park |
| پارک ملی سوان        | Սևան ազգային պարկ     |       | استان گغارکونیک | ۳۴۲ کیلومتر مربع ۱۳۲ مایل مربع | ۱۹۷۸                                             |
| پارک ملی دریاچه آرپی | Արփի լճի ազգային պարկ |       | استان شیراک     | ۲۵۰ کیلومتر مربع ۹۷ مایل مربع  | ۲۰۰۹                                             |
| پارک ملی آرویک       | Արևիկ ազգային պարկ    |       | استان سیونیک    | ۳۴۴ کیلومتر مربع ۱۳۳ مایل مربع | ۲۰۰۹                                             |

## State reserves
| نام       | نام به زبان ارمنی     | تصویر | استان        | مساحت                                | بنیان‌گذاری‌شده |
| --------- | --------------------- | ----- | ------------ | ------------------------------------ | ------------- |
| جنگل خسرو | Խոսրովի անտառ արգելոց |       | استان آرارات | ۲۹٫۱۹۶ کیلومتر مربع ۱۱٫۲۷۳ مایل مربع | ۱۹۵۸          |
| شیکاهوغ   | Շիկահողի արգելոց      |       | استان سیونیک | ۱۰٫۳۳ کیلومتر مربع ۳٫۹۹ مایل مربع    | ۱۹۵۸          |
| اربونی    | Էրեբունի արգելոց      |       | استان کوتایک | ۱٫۲ کیلومتر مربع ۰٫۴۶ مایل مربع      | ۱۹۸۱          |

## پناهگاه‌های حیات وحش دولتی
| نام                                  | نام به زبان ارمنی                 | تصویر | استان            | مساحت                                   | بنیان‌گذاری‌شده |
| ------------------------------------ | --------------------------------- | ----- | ---------------- | --------------------------------------- | ------------- |
| پناهگاه حیات وحش سرخدار بیشه آخناباد | Ախնաբադի կենու պուրակ արգելավայր  |       | استان تاووش      | ۰٫۲۵ کیلومتر مربع ۰٫۰۹۷ مایل مربع       | ۱۹۵۹          |
| پناهگاه حیات وحش آلپاین آراگاتس      | Արագածի ալպյան արգելավայր         |       | استان آراگاتسوتن | ۳ کیلومتر مربع ۱٫۲ مایل مربع            | ۱۹۵۹          |
| پناهگاه حیات وحش درخت فندق آرجاتخلنی | Արջատխլենու արգելավայր            |       | استان تاووش      | ۰٫۴ کیلومتر مربع ۰٫۱۵ مایل مربع         | ۱۹۵۸          |
| پناهگاه حیات وحش آرزاکان-مغرادزور    | Արզական-Մեղրաձորի արգելավայր      |       | استان کوتایک     | ۱۳۵٫۳۲ کیلومتر مربع ۵۲٫۲۵ مایل مربع     | ۱۹۷۱          |
| پناهگاه حیات وحش کاج بیشه‌ای Banks    | Բանքսի սոճու պուրակ արգելավայր    |       | استان کوتایک     | ۰٫۴ کیلومتر مربع ۰٫۱۵ مایل مربع         | ۱۹۵۹          |
| پناهگاه حیات وحش بوقاکار             | Բողաքարի արգելավայր               |       | استان سیونیک     | ۲۷٫۲۸ کیلومتر مربع ۱۰٫۵۳ مایل مربع      | ۱۹۸۹          |
| پناهگاه گاندزاکار                    | Գանձաքարի արգելավայր              |       | استان تاووش      | ۶۸٫۱۳ کیلومتر مربع ۲۶٫۳۱ مایل مربع      | ۱۹۷۱          |
| پناهگاه گتیک                         | Գետիկի արգելավայր                 |       | استان گغارکونیک  | ۵۷٫۲۸ کیلومتر مربع ۲۲٫۱۲ مایل مربع      | ۱۹۷۱          |
| پناهگاه حیات وحش شنی گوراوان         | Գոռավանի ավազուտներ արգելավայր    |       | استان آرارات     | ۰٫۹۵۹۹ کیلومتر مربع ۰٫۳۷۰۶ مایل مربع    | ۱۹۵۹          |
| پناهگاه گوریس                        | Գորիսի արգելավայր                 |       | استان سیونیک     | ۱۸٫۵ کیلومتر مربع ۷٫۱ مایل مربع         | ۱۹۷۲          |
| پناهگاه گیولاگاراک                   | Գյուլագարակի արգելավայր           |       | استان لوری       | ۲۵٫۷۶ کیلومتر مربع ۹٫۹۵ مایل مربع       | ۱۹۵۸          |
| پناهگاه حیات وحش آب‌شناسی هانکاوان    | Հանքավանի ջրաբանական արգելավայր   |       | استان کوتایک     | ۵۱٫۶۹۰۴ کیلومتر مربع ۱۹٫۹۵۷۸ مایل مربع  | ۱۹۸۱          |
| پناهگاه حیات وحش باز جنگلی هرهر      | Հերհերի նոսրանտառային արգելավայր  |       | استان وایوتس‌جور  | ۶۱٫۳۹ کیلومتر مربع ۲۳٫۷۰ مایل مربع      | ۱۹۵۸          |
| پناهگاه ایجوان                       | Իջևանի արգելավայր                 |       | استان تاووش      | ۵۹٫۰۸ کیلومتر مربع ۲۲٫۸۱ مایل مربع      | ۱۹۷۱          |
| پناهگاه جنگل جرموک                   | Ջերմուկի անտառային արգելավայր     |       | استان وایوتس‌جور  | ۳۸٫۶۵ کیلومتر مربع ۱۴٫۹۲ مایل مربع      | ۱۹۵۸          |
| پناهگاه حیات وحش آب‌شناسی جرموک       | Ջերմուկի ջրաբանական արգելավայր    |       | استان وایوتس‌جور  | ۱۷۳٫۷۱ کیلومتر مربع ۶۷٫۰۷ مایل مربع     | ۱۹۸۱          |
| پناهگاه‌های حیات وحش جنگلی جونیپر     | Գիհու նոսրանտառային արգելավայր    |       | استان گغارکونیک  | ۳۳٫۱۲ کیلومتر مربع ۱۲٫۷۹ مایل مربع      | ۱۹۵۸          |
| پناهگاه خور ویراپ                    | Խոր Վիրապ արգելավայր              |       | استان آرارات     | ۰٫۵۰۲۸ کیلومتر مربع ۰٫۱۹۴۱ مایل مربع    | ۲۰۰۷          |
| پناهگاه مارگاهوویت                   | Մարգահովիտի արգելավայր            |       | استان لوری       | ۳۳٫۶۸ کیلومتر مربع ۱۳٫۰۰ مایل مربع      | ۱۹۷۱          |
| پناهگاه حیات وحش قفقازی گل صدتومانی  | Կովկասյան մրտավարդենու արգելավայր |       | استان لوری       | ۱۰ کیلومتر مربع ۳٫۹ مایل مربع           | ۱۹۵۸          |
| پناهگاه حیات وحش Plane Grove         | Սոսու պուրակ արգելավայր           |       | استان سیونیک     | ۰٫۶ کیلومتر مربع ۰٫۲۳ مایل مربع         | ۱۹۵۸          |
| پناهگاه دریاچه سیاه                  | Սև լիճ արգելավայր                 |       | استان سیونیک     | ۲٫۴ کیلومتر مربع ۰٫۹۳ مایل مربع         | ۲۰۰۱          |
| پناهگاه ووردان کارمیر                | Որդան կարմիր արգելավայր           |       | استان آرماویر    | ۲٫۱۹۸۵ کیلومتر مربع ۰٫۸۴۸۸ مایل مربع    | ۱۹۸۷          |
| پناهگاه یغگنادزور                    | Եղեգնաձորի արգելավայր             |       | استان وایوتس‌جور  | ۴۲ کیلومتر مربع ۱۶ مایل مربع            | ۱۹۷۱          |
| پناهگاه زانگزور                      | Զանգեզուր արգելավայր              |       | استان سیونیک     | ۱۷۳٫۶۸۷۷ کیلومتر مربع ۶۷٫۰۶۱۲ مایل مربع | ۲۰۰۹          |
| پناهگاه زیکاتار                      | Զիկատար արգելավայր                |       | استان تاووش      | ۱٫۵ کیلومتر مربع ۰٫۵۸ مایل مربع         | ۲۰۱۰          |

## باغ‌های گیاه‌شناسی
| نام                      | نام به زبان ارمنی          | تصویر | استان           | مساحت                            | بنیان‌گذاری‌شده |
| ------------------------ | -------------------------- | ----- | --------------- | -------------------------------- | ------------- |
| en:Stepanavan Dendropark | Սոճուտ բուսաբանական այգի   |       | استان لوری      | ۰٫۳۵ کیلومتر مربع ۰٫۱۴ مایل مربع | ۱۹۳۱          |
| باغ گیاه‌شناسی ایروان     | Երևանի բուսաբանական այգի   |       | ایروان          | ۰٫۸ کیلومتر مربع ۰٫۳۱ مایل مربع  | ۱۹۳۵          |
| Ijevan Dendropark        | Իջևանի դենդրոպարկ          |       | استان تاووش     |                                  | ۱۹۶۲          |
| باغ گیاه‌شناسی وانادزور   | Վանաձորի բուսաբանական այգի |       | استان لوری      |                                  |               |
| باغ گیاه‌شناسی سوان       | Սևանի բուսաբանական այգի    |       | استان گغارکونیک |                                  |               |